# Gdy spadają anioły
Gdy spadają anioły (ang. When Angels Fall) – polski film krótkometrażowy, dramat z 1959 roku, pierwszy kolorowy obraz wyreżyserowany przez Romana Polańskiego, a zarazem jego praca dyplomowa.
Pomysł realizacji filmu Polański zaczerpnął z nowelki "Klozet babcia" Leszka Szymańskiego. Reżyser występuje w filmie w dwóch rolach: młodego żołnierza, który ginie od pocisku moździerzowego w czasie wojny oraz staruszki, która zaczepia żołnierzy.

## Opis fabuły
Trwający 22 minuty film powiada historię życia starej kobiety, która pracuje w miejskiej toalecie jako tzw. babcia klozetowa. Kobieta wspomina swoją młodość, patrząc na szklany sufit toalety.